# Desoxypyridinolin
Desoxypyridinolin ist ein Abbauprodukt des Knochen-Kollagens. Es wird über die Nieren im Urin ausgeschieden. Die Indikation zur Untersuchung auf diese Substanz ergibt sich aus einer Fragestellung nach einer erhöhten Knochenumbaurate. Die Konzentration von Desoxypyridinolin im Urin ist beispielsweise beim primären Hyperparathyreoidismus, Knochenmetastasen und Morbus Paget erhöht.